# AWS (groupe)
Pour les articles homonymes, voir AWS.
AWS est un groupe hongrois de heavy metal et post-hardcore, originaire de Budakeszi. Le groupe est formé en 2006 par Bence Brucker, Dániel Kökényes, Örs Siklósi, et Áron Veress. 
Ils représentent la Hongrie au Concours Eurovision de la chanson 2018, à Lisbonne au Portugal avec la chanson Viszlát, nyár!.

## Histoire
Depuis leur formation en 2006, le groupe joue dans divers festivals tels que le Sziget Festival en 2010 et a fait des tournées jusqu'en dehors de Hongrie, dans des pays comme l'Autriche, le Royaume-Uni, la Roumanie ou la Slovénie. 
Le 6 décembre 2017, ils sont annoncés comme candidats de l'émission A Dal, sélection nationale hongroise pour le Concours Eurovision de la chanson avec la chanson Viszlát, nyár!. Après s'être classés premiers de leur demi-finale, ils remportent la finale nationale. Par conséquent, ils représentent la Hongrie au Concours Eurovision de la chanson 2018, lors de la seconde demi-finale, le 10 mai 2018. Après s'être qualifiés de cette demi-finale, ils concourent lors de la finale du 12 mai où ils terminent 21e avec 93 points.
Le 5 février 2021, Örs Siklósi décède d'une leucémie diagnostiquée en juin 2020. Le 17 janvier 2023, Stefán Tamás est intégré au groupe en tant que nouveau chanteur.

## Discographie

### Albums studio
- 2011 : Fata Morgana
- 2014 : Égésföld
- 2016 : Kint a vízből
- 2018: Fekete részem

### EP
- 2012 : Világposztolás

### Singles
- 2017 : Viszlát, nyár!